# Saud Alsubaie
Saud Ibrahim M. Alsubaie (ar. سعود إبراهيم السبيعي;ur. 2004) – saudyjski zapaśnik walczący w obu stylach.
Zajął czternaste miejsce na mistrzostwach Azji w 2024. Trzeci na Światowych Igrzyskach Sportów Walki w 2023, a także na mistrzostwach Azji kadetów w 2019 roku.